# Felix Passlack
Felix Passlack (Bottrop, 1998. június 12. –) német utánpótlás-válogatott labdarúgó, a Borussia Dortmund játékosa.

## Pályafutása

### Klubcsapatokban

#### Borussia Dortmund
Passlack a Borussia Dortmund saját nevelésű játékosa. A Bundesligában a Darmstadt 98 elleni 2–0-ra megnyert mérkőzésen debütált.
A 2020–21-es évadra visszatért nevelőegyesületéhez. 2020. október 3-án a hosszabbításban megszerezte első gólját a német bajnokságban a Freiburg elleni 4–0 arányban megnyert találkozón.

#### Hoffenheim
2017. augusztus 30-án meghosszabbította szerződését a Borussia Dormunddal, akik két évre kölcsönadták a TSG 1899 Hoffenheim csapatának, azonban 2018 júliusában felbontották a kölcsönszerződését.

#### Norwich City
2018. július 2-án az angol másodosztályban szereplő Norwich City FC vette kölcsön egy évre. Csupán egyetlen bajnoki mérkőzésen lépett pályára. A klub később a kiírás győzteseként feljutott a Premier League-be.

#### Fortuna Sittard
Mivel Dortmundban továbbra sem kapott volna lehetőséget, ezért 2019. július 2-án a holland Fortuna Sittard egyesületéhez írt alá egy éves kölcsönszerződést.

### A válogatottban
Többszörös német utánpótlás válogatott, egészen az U16-os csapattól kezdve. Jelenleg az U21-es korosztályban szerepel.

## Statisztika

### Klubcsapatokban
2020. november 27-én frissítve.
| Klub                         | Szezon           | Liga             | Liga  | Liga | Kupa  | Kupa | Európa | Európa | Egyéb | Egyéb | Összesen | Összesen |
| Klub                         | Szezon           | Bajnokság        | Mérk. | Gól  | Mérk. | Gól  | Mérk.  | Gól    | Mérk. | Gól   | Mérk.    | Gól      |
| ---------------------------- | ---------------- | ---------------- | ----- | ---- | ----- | ---- | ------ | ------ | ----- | ----- | -------- | -------- |
| Borussia Dortmund            | 2015–16          | Bundesliga       | 3     | 0    | 0     | 0    | 0      | 0      | —     | —     | 3        | 0        |
| Borussia Dortmund            | 2016–17          | Bundesliga       | 10    | 0    | 2     | 0    | 2      | 1      | 1     | 0     | 15       | 1        |
| Borussia Dortmund            | 2017–18          | Bundesliga       | 1     | 0    | 1     | 0    | 0      | 0      | 1     | 0     | 3        | 0        |
| Borussia Dortmund            | 2020–21          | Bundesliga       | 5     | 1    | 0     | 0    | 2      | 0      | 1     | 0     | 8        | 1        |
| Borussia Dortmund            | Összesen         | Összesen         | 19    | 1    | 3     | 0    | 4      | 1      | 3     | 0     | 29       | 2        |
| Hoffenheim (kölcsönben)      | 2017–18          | Bundesliga       | 2     | 0    | 0     | 0    | 2      | 0      | —     | —     | 4        | 0        |
| Norwich City (kölcsönben)    | 2018–19          | Championship     | 1     | 0    | 1     | 0    | —      | —      | 4     | 0     | 6        | 0        |
| Fortuna Sittard (kölcsönben) | 2019–20          | Eredivisie       | 25    | 2    | 3     | 1    | —      | —      | —     | —     | 28       | 3        |
| Karrier összesen             | Karrier összesen | Karrier összesen | 45    | 3    | 7     | 1    | 4      | 1      | 7     | 0     | 63       | 5        |

## Sikerei, díjai

### Klubcsapatokban
Borussia Dortmund
- Német kupa: 2016–17[10]